# Хмельники (Смоленская область)
Хмельники — деревня в Вяземском районе Смоленской области России. Входит в состав Заводского сельского поселения. Население — 8 жителей (2016 год).
Расположена в восточной части области в 35 км к юго-западу от Вязьмы, в 10 км восточнее автодороги Р132 Вязьма — Калуга — Тула — Рязань, на берегу реки Гордота. В 21 км восточнее деревни расположена железнодорожная станция Годуновка на линии Вязьма — Занозная.

## История
В годы Великой Отечественной войны деревня была оккупирована гитлеровскими войсками в октябре 1941 года, освобождена в марте 1943 года.